# Cephalizus nobilis
Cephalizus nobilis är en skalbaggsart som beskrevs av Schmidt 1922. Cephalizus nobilis ingår i släktet Cephalizus och familjen långhorningar. Inga underarter finns listade.